# Kołowrót (maszyna prosta)

Schemat kołowrotu

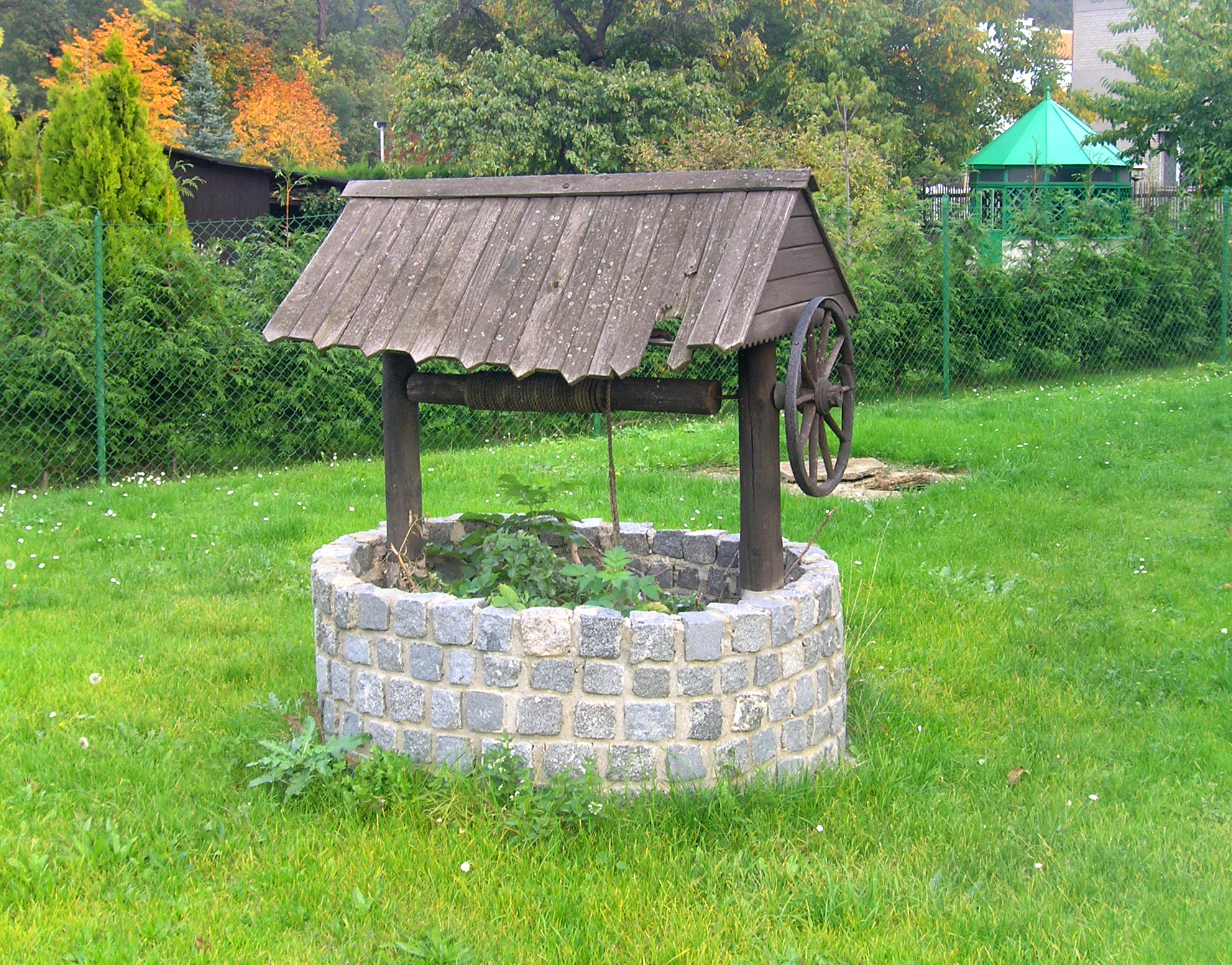
Kołowrót zamontowany na studni (kołowrót studzienny)

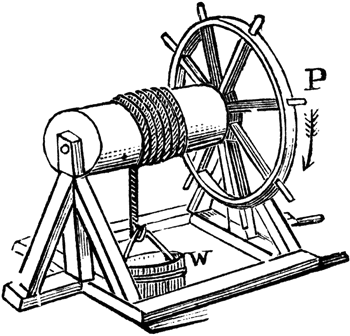
Rycina przedstawiająca kołowrót

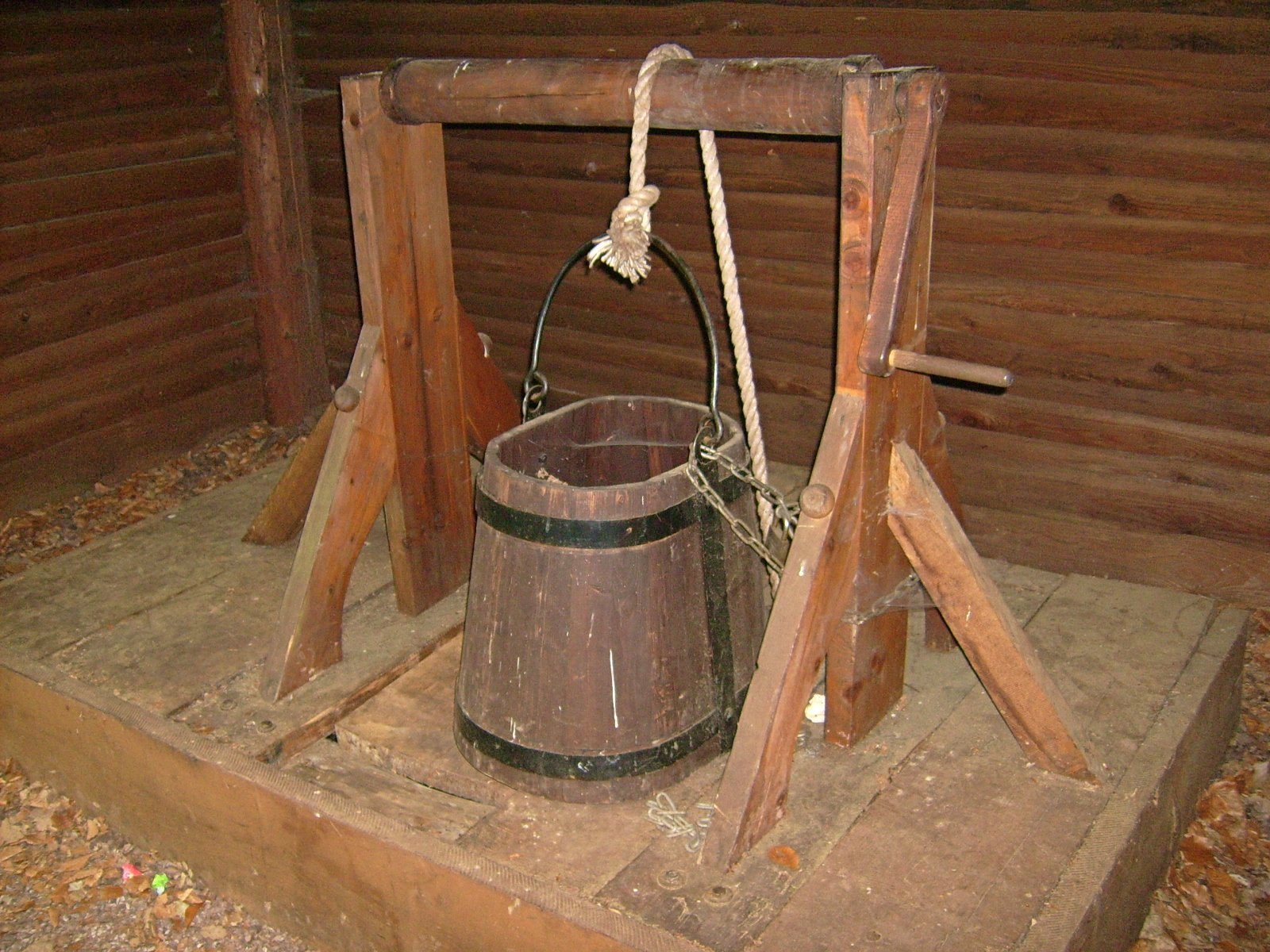
Kołowrót stosowany w kopalni miedzi

Kołowrót – walec z umocowaną na jego końcu korbą. Na walec nawinięte jest cięgno, na koniec którego działa siła zwana siłą użyteczną. Jeżeli długość korby jest większa od promienia walca, kołowrót umożliwia podnoszenie ciężkiego ciała przy użyciu mniejszej siły. W przypadku korby krótszej niż promień walca siła konieczna do podniesienia ciężaru jest większa, lecz prędkość nawijania jest większa. Z równowagi momentów sił wynika wzór:
{\displaystyle R\cdot P=r\cdot Q,}
gdzie:
{\displaystyle r} – promień walca,
{\displaystyle R} – ramię,
{\displaystyle Q} – siła użyteczna,
{\displaystyle P} – siła poruszająca.
Kołowrót służy do podnoszenia i opuszczania ładunku zawieszonego na linie (lub łańcuchu) przez nawijanie jej na obracający się wał, napędzany korbą.
Urządzenie to znalazło zastosowanie w studniach, z których wyciąga się wodę za pomocą kołowrotu studziennego oraz w kopalniach do wyciągania urobku.
Kołowrót zalicza się do maszyn prostych i może być traktowany jako rodzaj dźwigni.
W zależności od położenia korby, kołowrót pracuje jako dźwignia jedno- albo dwustronna.
Kołowrót znalazł zastosowanie np. w studniach.

## Kołowrót w heraldyce
Element kołowrotu w heraldyce:

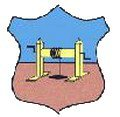
Herb Nakła Śląskiego
Herb Jekaterynburga
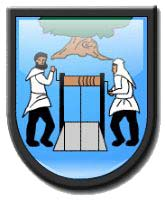
Herb Murcek
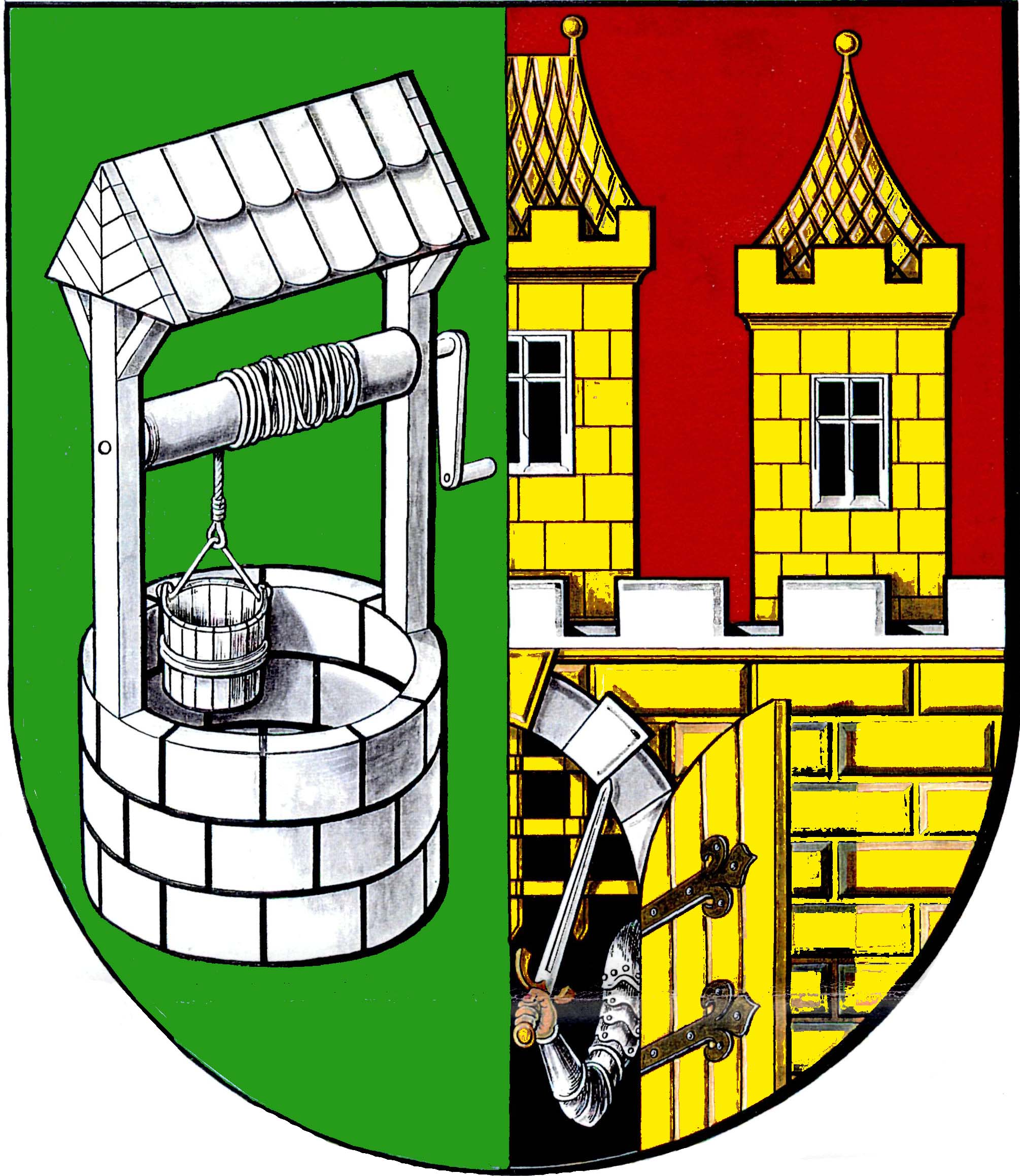
Herb Zličína